# Liste der Kulturgüter in Amden
Die Liste der Kulturgüter in Amden enthält alle Objekte in der Gemeinde Amden im Kanton St. Gallen, die gemäss der Haager Konvention zum Schutz von Kulturgut bei bewaffneten Konflikten, dem Bundesgesetz vom 20. Juni 2014 über den Schutz der Kulturgüter bei bewaffneten Konflikten sowie der Verordnung vom 29. Oktober 2014 über den Schutz der Kulturgüter bei bewaffneten Konflikten unter Schutz stehen.
Objekte der Kategorien A und B sind vollständig in der Liste enthalten, Objekte der Kategorie C fehlen zurzeit (Stand: 1. Januar 2023).

## Kulturgüter
| Foto |                                                                     | Objekt                                                                   | Kat. | Typ | Standort                          | Beschreibung |
| ---- | ------------------------------------------------------------------- | ------------------------------------------------------------------------ | ---- | --- | --------------------------------- | ------------ |
| ja   | Datei hochladen · Wikidata zu Burgruine Strahlegg (Q1015539)        | Strahlegg römischer Wachtturm, mittelalterliche Burgruine KGS-Nr.: 09649 | A    | F   | Betlis 729620 / 221870            |              |
| ja   | Datei hochladen · Wikidata zu Gmür-Haus in Vorderächern (Q29786361) | Gmür-Haus in Vorderächern KGS-Nr.: 08082                                 | B    | G   | Rütistrasse 12 729700 / 223234    |              |
| ja   | Datei hochladen · Wikidata zu Pfarrkirche St. Gallus (Q2083015)     | Katholische Kirche St. Gallus KGS-Nr.: 08083                             | B    | G   | Kirchstrasse 10.1 729103 / 223189 |              |